# 함서희
함서희(1987년 3월 8일 ~ )는 대한민국의 종합격투기 선수, 킥복싱 선수이다.

## 젊은 시절
부모님의 권유에 따라 여군 입대를 준비하기 위해 태권도 도장에 다니면서 격투기를 처음 접했다. 그녀가 다닌 태권도 도장이 태권도 뿐 아니라 킥복싱과 종합격투기 지도도 겸했기 때문이다. 당시 그녀는 발 기술 위주의 태권도보다는 주먹, 발, 무릎까지 다양하게 사용하는 킥복싱에 더 큰 매력을 느꼈고, 결국 군 입대를 포기하고 격투기 선수로 진로를 변경했다. 국내에서는 킥복싱이나 산타 종목에서 주로 활약했으며 일찌감치 걸출한 실력을 발휘한 탓에 상대를 찾지 못했다. 그래서 그녀는 결국 일본으로 건너가 종합격투기의 세계에 발을 내딛게 되었다.

## 종합 격투기 경력

### 일본
2007년 2월 16일 고라쿠엔 홀에서 개최된 Deep: 28 Impact 대회에서 와타나베 히사에와 계약 체중( -49 kg)으로 논타이틀전을 치렀다. 당시 딥 여성부 라이트급(-48 kg) 챔피언이었던 와타나베 히사에를 상대로 함서희는 타격으로 압도하며 심판 전원일치 판정승, 대파란을 일으켰다. 5월 13일 도야마 이벤트프라자에 개최된 Deep: clubDeep Toyama: Barbarian Festival 6 대회에서는 마츠모토 미쿠에게 트라이앵클 초크로 패했다. 하지만, 7월 23일 고라쿠엔 홀에서 개최된 CMA Festival 2 대회 킥 룰 매치에서 야부시타 메구미에게 심판 전원일치 판정승을 거두었다. 9월 6일 여성 선수들만 참가하는 종합격투기 단체 스맥걸에 첫 출전, 사이토 아유미를 상대로 타격으로 압도하며 심판 전원일치 판정승을 거두었고, 12월 26일 스맥걸 라이트급(-53 kg) 챔피언 츠지 유카에 도전하는 기회를 얻었지만 심판 전원일치 판정패 했다. 그녀는 츠지 유카 전에서 큰 부상을 당했다. 왼팔을 잡혔을 때 탭을 하지 않아 팔꿈치가 뒤로 꺾여버린 탓이다.
2008년 2월 14일 스맥걸 라이트급(-53 kg) 토너먼트 8강전에서 이시오카 사오리를 상대로 판정승을 거두었다. 하지만, 4월 26일 가진 준결승전에서 한번도 패한 적이 없던, 세계 최강의 전설적인 선수 후지이 메구미에게 암바로 패했다. 이 경기에서 그녀는 츠지 유카 전에서 다친 부위를 또 다시 다쳤고, 이로 인해 1년 5개월 간의 긴 공백기를 맞이하게 되었다. 공백 기간 동안 그녀는 체질에 맞지는 않았지만, 생계 유지를 위해 네일 아트 일을 했다. 그러던 중 일본의 K-1 대회가 국내에서 개최되면서 마음 깊은 곳에서 뜨거운 것이 치밀어 오르는 것을 느꼈고, 다시 선수 생활을 시작하기로 마음 먹게 된다.
2009년 9월 13일 스맥걸이 스폰서의 부재로 소멸하고 이를 잇고자 설립된 여성 종합격투기 단체 Jewels에 첫 참전, Jewels 5th Ring 대회 메인 이벤트에서 다키모토 미사키를 상대로 판정승 했다. 그녀는 전날 계체량에서 400g 오버로 된 감점 1의 상태에서 링에 올랐다.
2010년 3월 19일 Jewels 7th Ring 대회에서 '슛복싱 라이징 스타' 구보타 레나와 MMA 룰이 아닌 슛복싱 룰로 시범 경기를 가졌다. 그녀가 간간이 킥복싱 경기에 출전하는 이유는 자신의 뿌리인 킥복싱 베이스를 꾸준히 유지하기 위함이었다. 7월 31일 Jewels 9th Ring 대회에 출전, Jewels 초대 라이트급(-52 kg) 퀸 결정 토너먼트 8강전에서 이치이 마이에게 심판 전원일치 판정승을 거두었다. 12월 17일 Jewels 11th Ring 대회에 출전, Jewels 초대 라이트급(-52 kg) 퀸 결정 토너먼트 4강전에서 나가노 미카에게 심판 전원일치 판정승을 거두었지만, 결승전에서 하마사키 아야카에게 심판 전원일치 판정패 하며 챔피언 벨트 획득에 실패했다.
2011년 2월 25일 3년 9개월 만에 Deep에 출전, Deep: 52 Impact 대회에서 이시오카 사오리와 3년 만에 재전을 가졌고, 스탠드와 그라운드에서 모두 압도하며 심판 전원일치 판정승을 거두었다.
2013년 5월 25일 Jewels 24 대회에서 스기야마 나호를 상대로 심판 전원일치 판정승을 거두며 Jewels 페더급(-48 kg) 챔피언에 등극했다. 11월 4일 Jewels의 대표가 물러나면서 Deep의 사에키 시게루 대표가 이를 계승, Jewels는 기존의 것을 모두 유지하면서 Deep Jewels로 단체명이 변경되었다. 11월 4일 그녀는 Deep Jewels 2 대회에서 누마타 사다에를 상대로 역시 심판 전원일치 판정승을 거두며 1차 방어에 성공했다.
2014년 Jewels와 협력 관계에 있던 국내 종합격투기 단체 로드 FC 대회에 4월과 8월 두 차례 출전, 시노 밴후스와 알료나 라소히나를 상대로 모두 승리했다. 11월 3일 Deep Jewels 6 대회에서 이시오카 사오리와 3번째 재전을 벌이며 2라운드 암바승, 2차 방어에 성공했다.

### UFC
2014년 11월 통합 여성 MMA 세계랭킹 아톰급(-48 kg) 2위에 등극한데 이어, 같은 달 대한민국의 여성 선수로는 최초로 세계 최대 종합격투기 단체인 UFC와 4경기 계약을 체결했다. 하지만 UFC에는 아톰급의 체급이 없는 관계로 본인의 체급보다 한 단계 위 체급인 스트로급(-52 kg)에서 활동했다. 12월 13일 Ultimate Fighter 대회에서 조앤 칼더우드를 상대로 데뷔전을 치렀지만 심판 전원일치 판정패 했다.
2015년 11월 28일 대한민국에서 개최된 UFC Fight Night 대회에서 코트니 케이시를 맞아 심판 전원일치 판정승을 거두었다.
2016년 호주에서 치러진 두차례의 UFC Fight Night 대회에서 벡 롤링스, 다니엘 테일러를 상대로 판정의 아쉬움 속에 연이어 판정패, UFC와의 계약을 종료했다.

### Road FC
2017년 3월 2일 로드 FC의 첫 여성부 리그 '로드 FC XX'의 첫 대회를 앞두고 진행된 미디어 데이 기자회견장에 깜짝 등장, 로드 FC와의 계약에 서명했다. 계약기간은 총 3년으로 연간 2게임 이상 출전하는 조건인 것으로 알려졌다. 6월 10일 그녀는 Road FC 039 대회에서 여성 MMA 세계랭킹 아톰급(-48 kg) 4위에 올라있는 일본의 구로베 미나를 맞아 아톰급 챔피언십을 치렀고, 3라운드 4분 13초 만에 펀치 연타에 의한 TKO 승을 거두며 초대 로드 FC 아톰급 챔피언에 등극했다.

## 전적

### 종합격투기 전적
| 프로 종합격투기 전적 | 프로 종합격투기 전적 | 프로 종합격투기 전적 | 프로 종합격투기 전적 | 프로 종합격투기 전적 | 프로 종합격투기 전적 | 프로 종합격투기 전적 | 프로 종합격투기 전적 |
| -------------------- | -------------------- | -------------------- | -------------------- | -------------------- | -------------------- | -------------------- | -------------------- |
| 29 시합              | (T)KO                | 항복                 | 판정                 | 실격                 | 그 밖                | 비김                 | 무효                 |
| 21 승                | 3                    | 3                    | 15                   | 0                    | 0                    | 0                    | 0                    |
| 8 패                 | 1                    | 2                    | 5                    | 0                    | 0                    | 0                    | 0                    |

| 결과 | 누적 전적 | 상대              | 방식                          | 대회                                                    | 라운드 | 시간 | 날짜             | 장소              | 비고                                         |
| ---- | --------- | ----------------- | ----------------------------- | ------------------------------------------------------- | ------ | ---- | ---------------- | ----------------- | -------------------------------------------- |
| 승   | 21-8-0    | 마에사와 도모     | TKO (니킥)                    | Rizin 17                                                | 1      | 3:13 | 2019년 7월 28일  | 사이타마          | 슈퍼 아톰급 매치                             |
| 승   | 20-8-0    | 박정은            | 판정 (3-0)                    | Road FC 051 XX                                          | 3      | 5:00 | 2018년 12월 17일 | 서울              | 로드 FC 아톰급 챔피언십 (2차 방어전)         |
| 승   | 19-8-0    | 진 유 프레이      | TKO (펀치)                    | Road FC 045 XX                                          | 1      | 4:40 | 2017년 12월 23일 | 서울              | 로드 FC 아톰급 챔피언십 (1차 방어전)         |
| 승   | 18-8-0    | 구로베 미나       | TKO (펀치)                    | Road FC 039                                             | 3      | 4:13 | 2017년 6월 10일  | 서울              | 로드 FC 아톰급 챔피언십 (초대 챔피언 결정전) |
| 패   | 17-8-0    | 다니엘 테일러     | 판정 (2-1)                    | UFC Fight Night: Whittaker vs. Brunson                  | 3      | 5:00 | 2016년 11월 27일 | 멜버른            | 스트로급 매치                                |
| 패   | 17–7–0    | 벡 롤링스         | 판정 (3-0)                    | UFC Fight Night: Hunt vs. Mir                           | 3      | 5:00 | 2016년 3월 20일  | 브리즈번          | 스트로급 매치                                |
| 승   | 17–6–0    | 코트니 케이시     | 판정 (3-0)                    | UFC Fight Night: Henderson vs. Masvidal                 | 3      | 5:00 | 2015년 11월 28일 | 서울              | 스트로급 매치                                |
| 패   | 16–6–0    | 조앤 칼더우드     | 판정 (3-0)                    | The Ultimate Fighter: A Champion Will Be Crowned Finale | 3      | 5:00 | 2014년 12월 13일 | 미국 라스베이거스 | 스트로급 매치                                |
| 승   | 16–5–0    | 이시오카 사오리   | 서브미션 (암바)               | Deep Jewels 6                                           | 2      | 2:43 | 2014년 11월 3일  | 도쿄              | 딥 쥬얼스 아톰급 챔피언십 (2차 방어전)       |
| 승   | 15–5–0    | 알료나 라소히나   | 판정 (3-0)                    | Road FC 018                                             | 2      | 5:00 | 2014년 8월 30일  | 서울              | 코메인이벤트 아톰급 매치                     |
| 승   | 14–5–0    | 시노 밴후스       | 판정 (3-0)                    | Road FC Korea 003                                       | 2      | 5:00 | 2014년 4월 6일   | 서울              | 메인이벤트 아톰급 매치                       |
| 승   | 13–5–0    | 누마타 사다에     | 판정 (3-0)                    | Deep Jewels 2                                           | 3      | 5:00 | 2013년 11월 4일  | 도쿄              | 딥 쥬얼스 아톰급 챔피언십 (1차 방어전)       |
| 승   | 12–5–0    | 스기야마 나호     | 판정 (3-0)                    | Jewels 24th Ring                                        | 3      | 5:00 | 2013년 5월 25일  | 도쿄              | 쥬얼스 아톰급 챔피언십 (2대 챔피언 결정전)   |
| 승   | 11–3–0    | 미즈나미 료       | 서브미션 (암바)               | Gladiator: Dream, Power and Hope                        | 1      | 1:05 | 2013년 4월 21일  | 삿포로            | 글레디에이터 스트로급 챔피언십 (4차 방어전)  |
| 패   | 10–5–0    | 하마사키 아야카   | TKO (코너 스탑)               | Jewels 17th Ring                                        | 1      | 5:00 | 2011년 12월 17일 | 도쿄              | 쥬얼스 스트로급 챔피언십 (타이틀 도전)       |
| 승   | 10–4–0    | 야마구치 메이     | 판정 (3-0)                    | Jewels 15th Ring                                        | 2      | 5:00 | 2011년 7월 9일   | 도쿄              | 코메인이벤트 스트로급 매치                   |
| 승   | 9–4–0     | 사이토 안나       | 판정 (3-0)                    | Gladiator 15: GI 2                                      | 2      | 5:00 | 2011년 3월 6일   | 가와사키          | 글레디에이터 스트로급 챔피언십 (3차 방어전)  |
| 승   | 8–4–0     | 이시오카 사오리   | 판정 (3-0)                    | Deep: 52 Impact                                         | 2      | 5:00 | 2011년 2월 24일  | 도쿄              | 스트로급 매치                                |
| 패   | 7–4–0     | 하마사키 아야카   | 판정 (3-0)                    | Jewels 11th Ring                                        | 2      | 5:00 | 2010년 12월 17일 | 도쿄              | 초대 쥬얼스 스트로급 토너먼트 결승전         |
| 승   | 7–3–0     | 나가노 미카       | 판정 (2-0)                    | Jewels 11th Ring                                        | 2      | 5:00 | 2010년 12월 17일 | 도쿄              | 초대 쥬얼스 스트로급 토너먼트 준결승전       |
| 승   | 6–3–0     | 이치이 마이       | 판정 (3-0)                    | Jewels 9th Ring                                         | 2      | 5:00 | 2010년 7월 31일  | 도쿄              | 코메인이벤트 스트로급 매치                   |
| 승   | 5–3–0     | 다모토 미사키     | 판정 (3-0)                    | Jewels 5th Ring                                         | 2      | 5:00 | 2009년 9월 13일  | 도쿄              | 메인이벤트 계약체중 -49 kg 매치              |
| 패   | 4–3–0     | 후지이 메구미     | 서브미션 (암바)               | Smackgirl - World ReMix Tournament 2008 Second Round    | 1      | 3:39 | 2008년 4월 25일  | 도쿄              | 스트로급 매치                                |
| 승   | 4–2–0     | 이시오카 사오리   | 판정 (3-0)                    | Smackgirl - World ReMix Tournament 2008 Opening Round   | 2      | 5:00 | 2008년 2월 14일  | 도쿄              | 스트로급 매치                                |
| 승   | 3–2–0     | 아만티바 골바호르 | 서브미션 (리어 네이키드 초크) | X-Impact World Championships 2007                       | 1      | 0:10 | 2008년 2월 14일  | 도쿄              | 페더급 매치                                  |
| 패   | 2–2–0     | 츠지 유카         | 판정 (3-0)                    | Smackgirl 7th Anniversary: Starting Over                | 3      | 5:00 | 2007년 12월 26일 | 도쿄              | 스트로급 매치                                |
| 승   | 2–1–0     | 사이토 아유미     | 판정 (3-0)                    | Smackgirl 2007: Queens' Hottest Summer                  | 2      | 5:00 | 2007년 9월 6일   | 도쿄              | 스트로급 매치                                |
| 패   | 1–1–0     | 마츠모토 미쿠     | 서브미션 (트라이앵글 초크)    | Deep: clubDeep Toyama: Barbarian Festival 6             | 2      | 3:44 | 2007년 5월 13일  | 도야마            | 계약체중 -51 kg 매치                         |
| 승   | 1–0–0     | 와타나베 히사에   | 판정 (3-0)                    | Deep: 28 Impact                                         | 2      | 5:00 | 2007년 2월 16일  | 도쿄              | 계약체중 -49 kg 매치                         |

### 입식타격기 전적
| 11 시합 | (T)KO | 판정 | 그 밖 | 비김 | 무효 |
| 8 승    | 1     | 7    | 0     | 0    | 0    |
| 3 패    | 0     | 3    | 0     | 0    | 0    |

| 결과 | 누적 전적 | 상대            | 방법            | 대회명                                                                                          | 라운드 | 시간 | 날짜            | 장소     | 비고                                                          |
| ---- | --------- | --------------- | --------------- | ----------------------------------------------------------------------------------------------- | ------ | ---- | --------------- | -------- | ------------------------------------------------------------- |
| 승   | 8–3–0     | 유우키 기라     | 판정 (3-0)      | Deep Jewels 4                                                                                   | 3      | 3:00 | 2014년 5월 18일 | 도쿄     | 킥복싱 규칙, -48 Kg 매치                                      |
| 패   | 7–3–0     | 구보타 레나     | 판정 (3-0)      | 2012 Shoot Boxing Girls S-Cup                                                                   | 3+1    | 2:00 | 2012년 8월 25일 | 도쿄     | 슛복싱 규칙, Girls S-cup -51 kg World Grand Prix 2012 4강전   |
| 승   | 7–2–0     | 엘리스 리사     | 판정 (3-0)      | 2012 Shoot Boxing Girls S-Cup                                                                   | 3      | 2:00 | 2012년 8월 25일 | 도쿄     | 슛복싱 규칙, Girls S-cup -51 kg World Grand Prix 2012 8강전   |
| 패   | 6–2–0     | 가이무라 에리카 | 판정 (3-0)      | Rise 88                                                                                         | 3      | 3:00 | 2012년 6월 2일  | 도쿄     | 킥복싱 규칙                                                   |
| 패   | 6–1–0     | 가이무라 에리카 | 판정 (3-0)      | 2011 Shoot Boxing Girls S-Cup                                                                   | 3      | 2:00 | 2011년 8월 19일 | 도쿄     | 슛복싱 규칙, Girls S-cup -50 kg Japan Tournament 2011 결승전  |
| 승   | 6–0–0     | 미나            | 판정 (2-0)      | 2011 Shoot Boxing Girls S-Cup                                                                   | 3      | 2:00 | 2011년 8월 19일 | 서울     | 슛복싱 규칙, Girls S-cup -50 kg Japan Tournament 2011 4강전   |
| 승   | 5–0–0     | 후지노 에미     | 판정(2-0)       | 2011 Shoot Boxing Girls S-Cup                                                                   | 3      | 2:00 | 2011년 8월 19일 | 서울     | 슛복싱 규칙, Girls S-cup -50 kg Japan Tournament 2011 8강전   |
| 승   | 4–0–0     | 야부시타 메구미 | TKO (펀치 연타) | Gladiator 14: KOK Samurai Series                                                                | 2      | 0:55 | 2011년 2월 27일 | 서울     | 킥복싱 규칙                                                   |
| 승   | 3–0–0     | 마츠이 미유     | 판정 (3-0)      | Gladiator 6                                                                                     | 3      | 3:00 | 2010년 4월 25일 | 도쿄     | K-1 규칙, 글레디에이터 스트로급 챔피언십 (1차 방어전)         |
| 승   | 2–0–0     | 오이시 아야노   | 판정 (3-0)      | Japan-South Korea friendship international martial arts tournament Gladiator Okayama tournament | 3      | 3:00 | 2009년 11월 3일 | 오카야마 | K-1 규칙, 글레디에이터 스트로급 챔피언십 (초대 챔피언 결정전) |
| 승   | 1–0–0     | 야부시타 메구미 | 판정 (3-0)      | CMA Festival 2: Ikuhisa Minowa debut 10 anniversary tournament                                  | 3      | 2:00 | 2007년 7월 23일 | 도쿄     | 킥복싱 규칙                                                   |

## 수상 내역
- 2004년 전국 산타 선수권 대회 금메달
- 2004년 전국 킥복싱 신인왕전 준우승
- 2009년 일본 글래디에이터 여성부 스트로급 (-52 kg) 챔피언
- 2013년 일본 딥 쥬얼스 아톰급 (-48 kg) 챔피언
- 2017년 대한민국 로드 FC 여성부 아톰급 (-48 kg) 챔피언

## 방송
- 2015년 MBC 《마이 리틀 텔레비전》 - 게스트

## 같이 보기
- 임수정
- 구보타 레나